# Březí (Ctiboř)
Březí (německy Pirkau) je osada, část obce Ctiboř v okrese Tachov v Plzeňském kraji. Nachází se asi 2,5 kilometru severovýchodně od Ctiboře. Březí leží v katastrálním území Březí u Tachova o rozloze 2,54 km².

## Historie
První písemná zmínka o vesnici pochází z roku 1552. Ještě v roce 1938 bylo v Březí 23 usedlostí a žilo zde 121 obyvatel. Po druhé světové válce došlo k hromadnému odsunu německých obyvatel z obce a v těsné blízkosti bylo provozováno vojenské cvičistě.

## Obyvatelstvo
| Rok            | 1869 | 1880 | 1890 | 1900 | 1910 | 1921 | 1930 | 1950 | 1961 | 1970 | 1980 | 1991 | 2001 | 2011 | 2021 |
| -------------- | ---- | ---- | ---- | ---- | ---- | ---- | ---- | ---- | ---- | ---- | ---- | ---- | ---- | ---- | ---- |
| Počet obyvatel | 132  | 119  | 132  | 120  | 109  | 125  | 121  | 65   | 41   | 9    | 3    | 2    | 4    | 8    | 9    |
| Počet domů     | 18   | 18   | 21   | 21   | 22   | 22   | 23   | 19   | 8    | 2    | 1    | 1    | 1    | 2    | 2    |

## Obecní správa
Po zrušení patrimoniální správy se Březí stalo obcí v okrese Tachov, kterou zůstalo přibližně do poloviny dvacátého století. V letech 1961–1979 bylo částí obce Ctiboř a od 1. ledna 1980 do 31. prosince 1995 patřilo k Halži. Od 1. ledna 1996 je znovu částí obce Ctiboř.

### Starostové
Starosty obce byli:
- Johann Rawitzer (do roku 1908)
- Georg Schindler (1908–1913)
- Josef Müller (1913–1919)
- Georg Scharnagl (1919–1927)
- Johann Bayer (1927–1931)
- Franz Borst (1931–1938)
- Josef Scharnagl (1938–1940)
- Johann Weis (1940–1945)